# Заслуженный артист Азербайджанской ССР
Заслуженный артист Азербайджанской ССР (азерб. Azərbaycan SSR əməkdar artisti) — почётное звание, присваивалось Президиумом Верховного Совета Азербайджанской ССР и являлось одной из форм признания государством и обществом заслуг отличившихся граждан. Учреждено 28 июля 1928 года.
Присваивалось выдающимся деятелям искусства, особо отличившимся в деле развития театра, музыки, кино, цирка, режиссёрам, композиторам, дирижёрам, концертмейстерам, художественным руководителям музыкальных, хоровых, танцевальных и других коллективов, другим творческим работникам, музыкантам-исполнителям за высокое мастерство, и содействие развитию искусства.
Следующей степенью признания было присвоение звания Народный артист Азербайджанской ССР, затем Народный артист СССР.
Начиная с 1919 и до указа 1928 года присваивалось звание «Заслуженный артист Республики». Присваивалось оно коллегиями Наркомпроса республик, приказами наркомов просвещения, исполкомами областных и краевых советов.
Первым награждённым в 1929 году был Пиримов, Гурбан Бахшали оглы — азербайджанский тарист, музыкант. Последним награждённым этим почётным званием в 1991 году был Агагусейнов, Эльхан — актер театра и кино.
С распадом Советского Союза в Азербайджане звание Заслуженный артист Азербайджанской ССР было заменено званием Заслуженный артист Азербайджана, при этом учитывая заслуги граждан Республики Азербайджан, награждённых государственными наградами бывших СССР и Азербайджанской ССР, за ними сохранились права и обязанности, предусмотренные законодательством бывших СССР и Азербайджанской ССР о наградах.